# ディアーノ・サン・ピエトロ
ディアーノ・サン・ピエトロ(伊: Diano San Pietro)は、イタリア共和国リグーリア州インペリア県にある、人口約1,100人の基礎自治体（コムーネ）。

## 地理

### 位置・広がり

#### 隣接コムーネ
隣接するコムーネは以下の通り。括弧内のSVはサヴォーナ県所属を示す。
- ディアーノ・アレンティーノ
- ディアーノ・カステッロ
- サン・バルトロメーオ・アル・マーレ
- ステッラネッロ (SV)
- ヴィッラ・ファラルディ

### 地震分類
イタリアの地震リスク階級 (it) では、2 に分類される
。